# Rachel
Rakhen (tiếng Do Thái: רחל, phát âm: Raḥel,Rāḫēl, Rāḥēl, Raḥel, có nghĩa là "cừu") là một nhân vật được mô tả trong Kinh Thánh Do Thái, bà là một vị tiên tri và là một trong những người vợ của Jacob, mẹ của Giuse và Benjamin. Cô là con gái của Laban và em gái của Leah, Rakhen là người vợ đầu tiên của Jacob mà Jacob là người anh em họ của cô, giống như như bà mẹ Rebecca của Jacob là em gái của Laban. Chuyện tình của Jacob và Rakhen bị gia đình cả hai bên đặc biệt là người cha của Rakhen kiên quyết phản đối và ngăn cấm nhưng hai người vẫn yêu nhau và lấy nhau.
Ngày nay, mộ Rakhen nằm giữa hai thành phố Jerusalem và Bethlehem được người Do Thái coi là nơi yên nghỉ của nữ thánh Rachel. Vào ngày 21 tháng 2 năm 2011, Chính phủ Israel đã thông qua đề nghị của Thủ tướng Netanyahu về việc đưa mộ của Rakhen ở Bethlehem và Mộ các Trưởng lão ở Hebron thuộc khu Bờ Tây vào danh sách di sản quốc gia của nước này. Ngôi mộ của Rakhen được binh lính Israel bảo vệ nghiêm ngặt và có hàng rào bao quanh, việc này được phía Palestin coi là kích động tôn giáo.

## Tham khảo

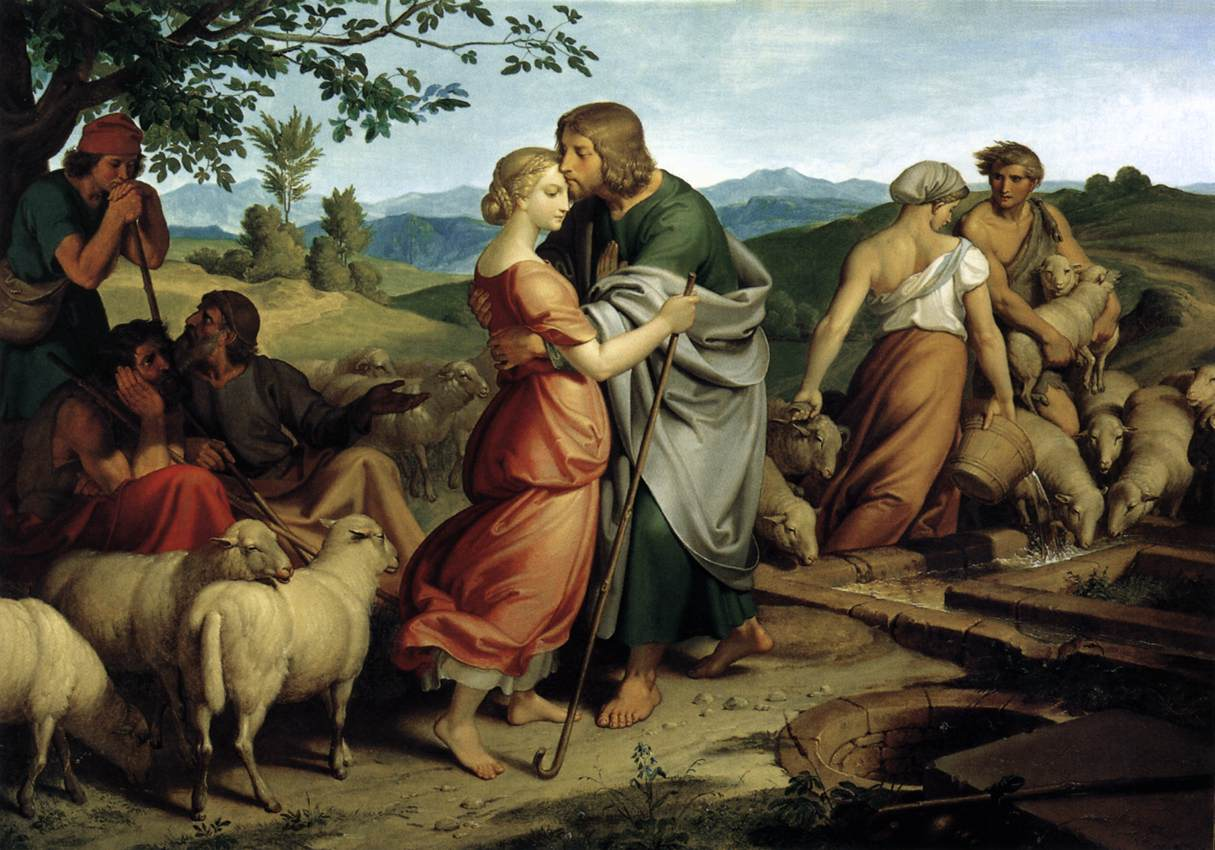
Rachel và bố